# Barbara ed io
Barbara ed io è un film  italiano del 2015, diretto da Raffaele Esposito.

## Trama
Lei, sposata con un uomo violento e madre di un bambino, abita a Roma. Lui, un tipo un po' misogino, poco incline a dare fiducia alle donne e alla ricerca di un sentimento vero, abita a Napoli. I due sono amici fino a quando capiscono di avere una grande intesa e si innamorano di un amore passionale e travolgente. Dopo mille promesse e mille progetti lei ritornerà dalla sua famiglia lasciando l'altro alle prese con l'ennesima delusione.